# 尚志站
尚志站位于黑龙江省哈尔滨市尚志市，是滨绥铁路沿线车站。距哈尔滨站141公里、绥芬河站407公里。
车站建于1899年，原名137号站、刘国臣小站、乌吉密河站，1926年更名珠河站，1948年为纪念赵尚志而改名为尚志站:153。本站的旧站房于2014年底因墙体出现裂缝，存在安全隐患而被拆除，原址新建的站房于2015年11月23日投入使用。本站现隶属中国铁路哈尔滨局集团哈尔滨车务段管辖，为三等站。